# Choi Kyu-ha
Choi Kyu-ha (andere Schreibweise: Choi Kyu-hah; * 16. Juli 1919 in Genshū, Unterprovinz Kōgendō, Provinz Chōsen, früheres Japanisches Kaiserreich, heutiges Südkorea; † 22. Oktober 2006 in Seoul, Südkorea) war von 1976 bis 1979 Premierminister und von 1979 bis 1980 Präsident von Südkorea.
Choi studierte während des Zweiten Weltkriegs in Japan Englische Sprache und Literatur sowie Politikwissenschaften. Ab 1946 arbeitete er in der provisorischen Regierung in Südkorea. Den Hauptteil seiner Karriere (1951 bis 1971) war er im Außenministerium (Außenminister 1967–1971) bzw. im diplomatischen Dienst tätig, unter anderem in Japan und als Botschafter in Malaysia. 1975 war er zunächst kommissarisch, ab 1976 offiziell 12. Premierminister Südkoreas. Nach der Ermordung von Präsident Park Chung-hee im Oktober 1979 wurde er am 6. Dezember 1979 als 4. Präsident Südkoreas dessen Nachfolger. Bereits am 12. Dezember führte Chun Doo-hwan einen Militärputsch durch und rief als Armeechef am 17. Mai 1980 den landesweiten Ausnahmezustand aus. Im August 1980 trat Choi als Präsident zurück.